# Plexippinae
Plexippinae Blackwall, 1841 è una Sottofamiglia di ragni appartenente alla Famiglia Salticidae dell'Ordine Araneae della Classe Arachnida.

## Distribuzione
Le sette tribù oggi note di questa sottofamiglia sono talmente diffuse da potersi ritenere cosmopolite.

## Tassonomia
A maggio 2010, gli aracnologi sono concordi nel suddividerla in sette tribù:
- Baryphini (2 generi)
- Bythocrotini (1 genere)
- Hyllini (7 generi)
- Plexippini (27 generi)
- Sandalodini (3 generi)
- Thyenini (2 generi)
- Viciriini (5 generi)